# Resolució 1973 del Consell de Seguretat de les Nacions Unides
La Resolució 1973 del Consell de Seguretat de les Nacions Unides, sobre la situació a Líbia, és una mesura adoptada el 17 de març de 2011. La resolució del Consell de Seguretat va ser proposada per França, el Líban i el Regne Unit. Deu membres del Consell de Seguretat hi van votar en favor (Bòsnia-Hercegovina, Colòmbia, el Gabon, el Líban, Nigèria, Portugal, Sud-àfrica i els membres permanents França, el Regne Unit i els Estats Units). Cinc membres (el Brasil, Alemanya i l'Índia, i els membres permanents Rússia i la Xina) es van abstenir, i ningú no s'hi va oposar.
La resolució ordena un alto el foc immediat i autoritza a la comunitat internacional a establir una zona d'exclusió aèria sobre Líbia i a fer ús de tots els mitjans necessaris llevat de l'ocupació estrangera per a protegir els civils.

## Punts importants
La resolució:
- ordena l'establiment d'un alto el foc immediat i un fi absolut a la violència i tots els atacs i abusos contra els civils;
- imposa una zona d'exclusió aèria sobre Líbia;
- autoritza tots els mitjans necessaris per a protegir els civils i les àrees poblades per civils, llevat d'una força d'ocupació estrangera;
- enforteix l'embargament d'armament i particularment les accions contra els mercenaris, permetent les inspeccions obligatòries de vaixells i avions;
- imposa una prohibició de tots els vols designats com a libis;
- imposa una congelació d'actius pertanyents a les autoritats líbies, i reafirma que dits actius poden ser utilitzats pel benefici del poble libi;
- amplia la prohibició de viatge i la congelació d'actius de la Resolució 1970 del Consell de Seguretat de les Nacions Unides per a incloure-hi un nombre addicional d'individus i entitats líbies;
- estableix un grup d'experts per a observar i promoure la implementació de les sancions

## Votacions
| A favor (10) | Abstencions (5)                                        | En contra (0) |
| --- | ------------------------------------------------------ | ------------- |
| - Bòsnia i Hercegovina - Colòmbia - Estats Units - França - Gabon - Líban - Nigèria - Portugal - Regne Unit - Sud-àfrica | - Alemanya - Brasil - R.P. de la Xina - Índia - Rússia |               |

 * Els membres permanents es mostren en negretes.
Rússia i la Xina, membres permanents, mostraren reserves quant a la zona d'exclusió aèria incloent-hi la viabilitat de fer complir-la i les preocupacions sobre l'ús de la força quan altres mitjans no han estat esgotats; però va notar les peticions de la Lliga Àrab i la Unió Africana, així com la "situació especial" a Líbia, i per tant, es van abstenir.
L'endemà, la canceller alemanya, Angela Merkel, va dir que Alemanya no prendria part de l'operació militar, però, va afegir: "Compartim sense reserves les metes d'aquesta resolució. La nostra abstenció no ha de confondre's amb neutralitat".

## Resposta líbia
El govern de Muammar al-Gaddafi va anunciar aproximadament a tres quarts d'una de la tarda (GMT) del 18 de març de 2011 que iniciaven un alto immediat de les activitats militars en resposta a la resolució de l'ONU. Tanmateix, alguns mitjans de comunicació han declarat que el govern continua les accions, malgrat l'alto el foc.